# Lakeland terrier
El Lakeland terrier és una raça de gos del grup dels terriers originària d'Anglaterra.
Dins dels terriers se situa en una escala mitjana, ni molt gran ni massa petit. Amb crani pla i ben delineat, orelles petites i portades baixes amb la tòfona de color negre excepte en els exemplars de color fetge, seguit per un coll llarg i de formes elegants, una mica arquejat; esquena curta, pit ample, extremitats fortes i ben musculades. La cua sol ser amputada. La seva alçada oscil·la entre els 35 i els 37 cm i el seu pes entre els 6,5 i els 7,5 kg. El pelatge pot ser negre i foc, blau i foc, vermell, blat, gris vermellós, fetge, blau negre; admetent taques blanques al pit i a les potes.

## Temperament
Sol ser amistós amb els seus, també amb els nens si ells els corresponen, molt confiat en si mateix, d'aspecte alegre i expressió vivaç, valent per naturalesa i guardià de casa seva.

## Manteniment
El Lakeland és un gos que s'adapta bé a la vida en un apartament o en una casa. És un gos que necessita una petita dosi d'exercici diari i que a més, com la majoria dels terriers, és apte pel treball.

## Història i orígens
El Lakeland actual és producte de la creua de diferents races de terriers entre els quals hi ha el Bedlington terrier, del que podria haver heretat la seva àgil constitució, el Border terrier, del qual ha conservat trets en el pelatge, el Fox terrier per la seva distintiva cua, i probablement pel seu aspecte el Terrier d'Airedale, aquests encreuaments van tenir com a resultat al Lakeland originari de la regió anglesa dels llacs. Aquest gos era emprat pels pastors per protegir el bestiar oví dels atacs de les guineus. La raça va ser oficialment reconeguda l'any 1928.